# Anthophylax hoffmani
Anthophylax hoffmani là một loài bọ cánh cứng thuộc phân họ Lepturinae, trong họ Cerambycidae. Loài này phân bố ở Hoa Kỳ. Thức ăn của bọ cánh cứngtrưởng thành là Fraser fir.